# 火山

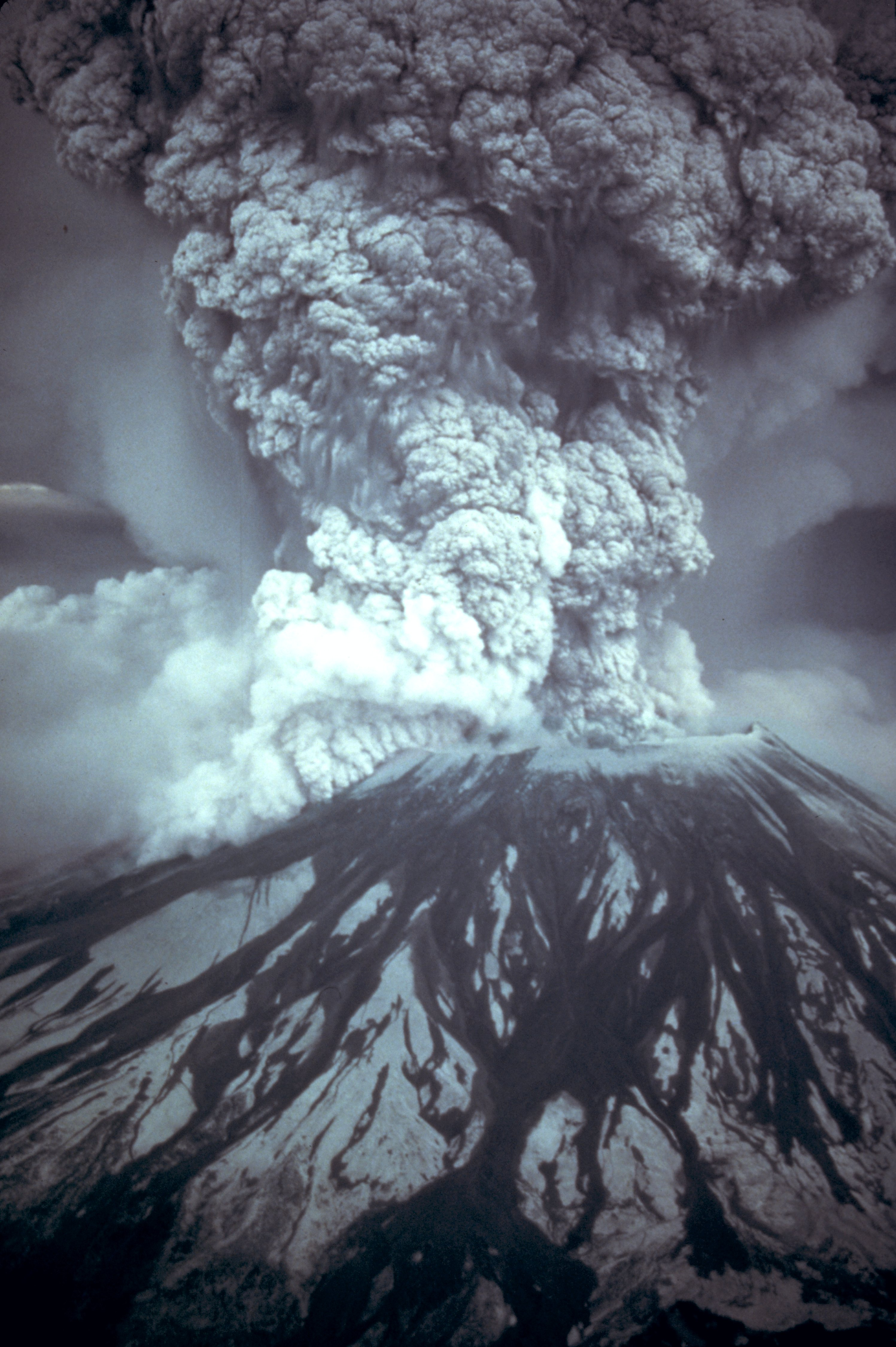
1980年、アメリカ・セントヘレンズの大噴火

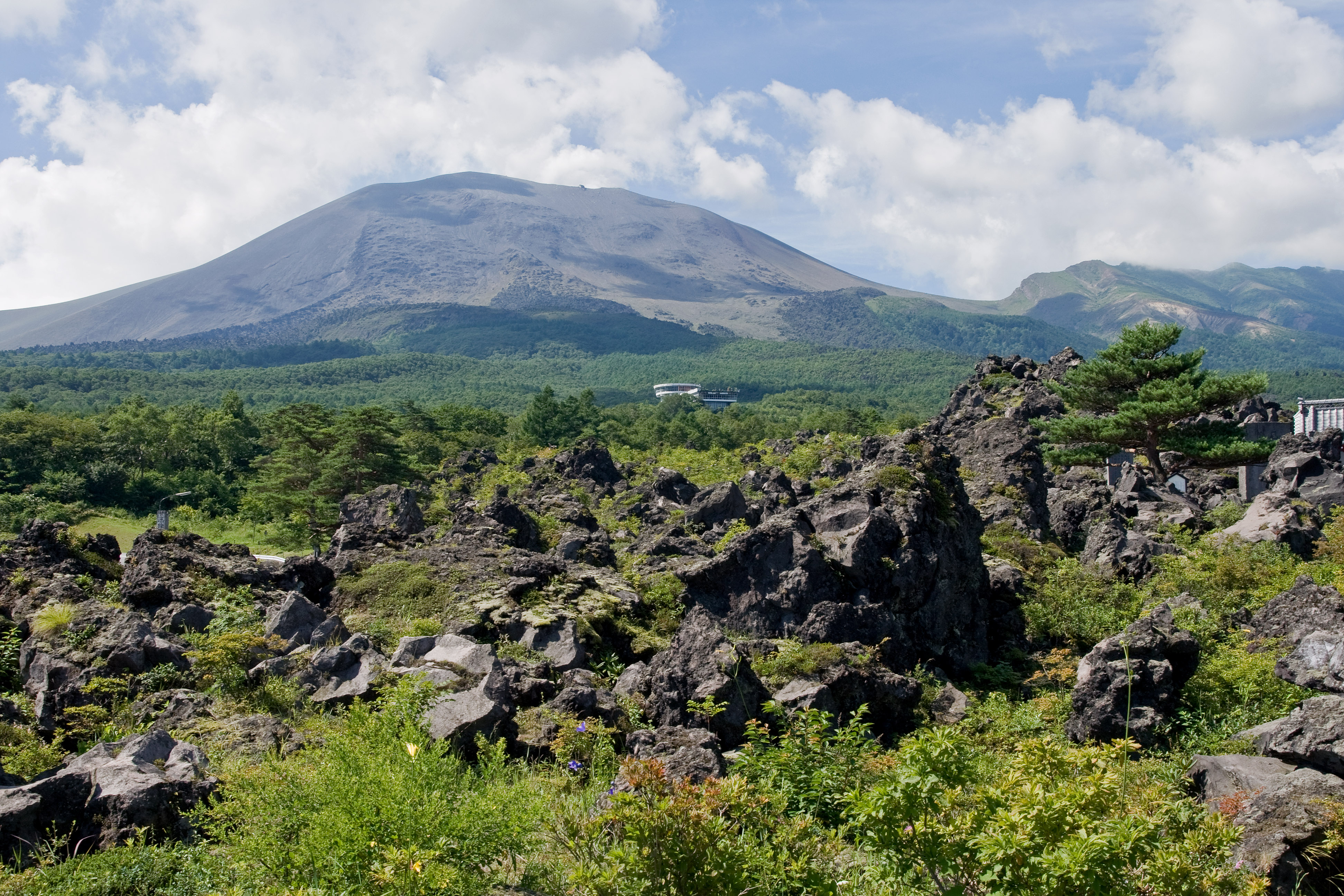
浅間山北麓。1783年に発生した天明大噴火による「鬼押出し溶岩流」

火山（かざん、英: volcano）は、地殻の深部にあったマグマが地表または水中に噴出することによってできる、特徴的な地形をいう。文字通りの山だけでなく、カルデラのような凹地形も火山と呼ぶ。火山の地下にはマグマがあり、そこからマグマが上昇して地表に出る現象が噴火である。噴火には、様々な様式（タイプ）があり、火山噴出物の成分や火山噴出物の量によってもその様式は異なっている。
火山の噴火はしばしば人間社会に壊滅的な打撃を与えてきたため、記録や伝承に残されることが多い。
Volcano は、ローマ神話で火と冶金と鍛冶の神ウルカヌス（ギリシア神話ではヘーパイストス）に由来し、16世紀のイタリア語で volcano または vulcano と使われていたものが、ヨーロッパ諸国語に入った。このウルカヌス（英語読みではヴァルカン）は、イタリアのエトナ火山の下に冶金場をもつと信じられていた。シチリア島近くのヴルカーノ島の名も、これに由来する。日本で volcano の訳として「火山」の語が広く用いられるようになったのは、明治以降である。

## 火山の構造
| 成層火山の構造(断面図)                                                      | 成層火山の構造(断面図)                                                    |
| --------------------------------------------------------------------------- | ------------------------------------------------------------------------- |
| 1. マグマ溜り 2. 基盤 3. 火道 4. 地表 5. 岩床 6. 岩脈 7. 火山灰層 8. 側火山 | 9. 溶岩層 10. 咽喉 11. 寄生火山 12. 溶岩流 13. 噴火口 14. 主火口 15. 噴煙 |

火山の地下には、必ずマグマ溜りが存在する。マグマ溜りの深さは、地下数kmから数十kmとされる。このマグマ溜りから岩盤を突き抜け、何らかの理由でマグマが地上に放出される、その地点が火山である。マグマが地上に到達するまでに通るルートを火道と呼び、火道が地上に抜ける地点を噴火口と呼ぶ。火道はしばしば主火道から逸れて形成され、その副火道が地上に噴出すると側火山と呼ばれる小火山を形成する。また、副火道が地上に噴出せず地下にとどまったままのものを岩脈、岩脈が地層に沿って平行に地中で広がったものを岩床と呼ぶ。

## 火山の分類

### 地形による分類
現在の地形に加えて、形成過程や内部構造も考慮して分類されている。

#### 複成火山
同じ火口から何度も噴火を繰り返して、大きな火山体を成長させる火山。

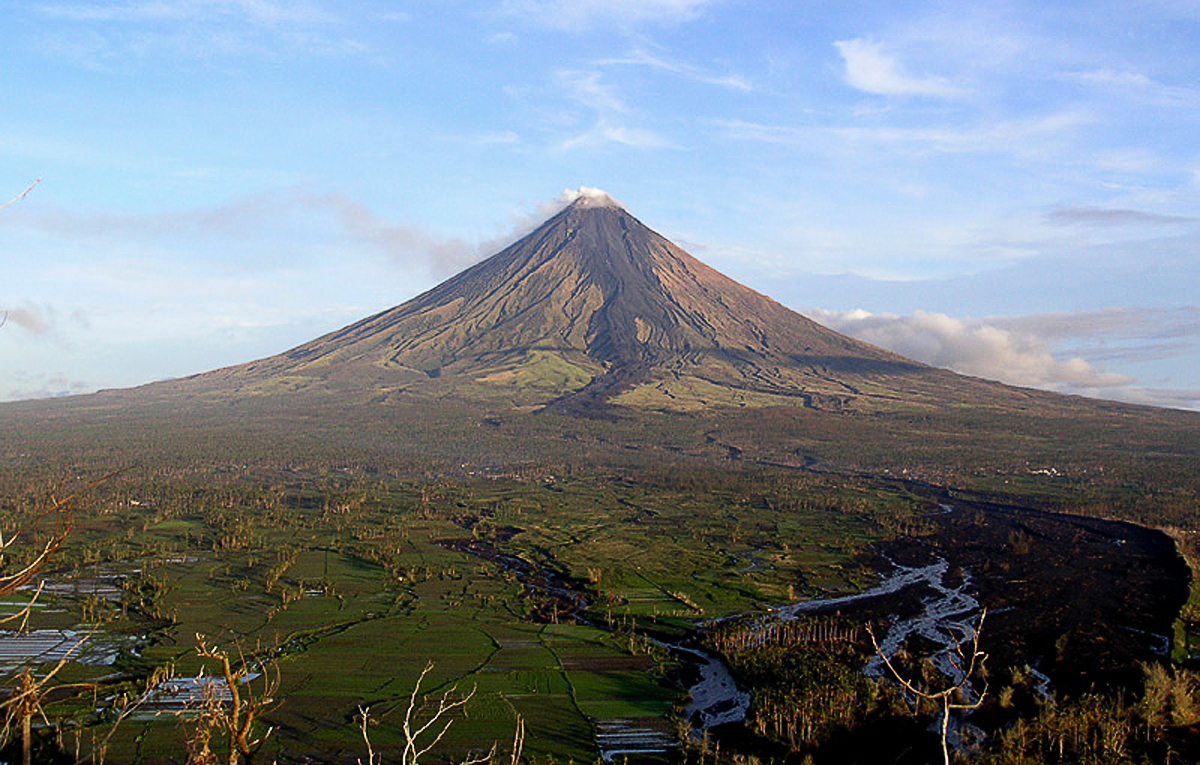
成層火山（マヨン山）

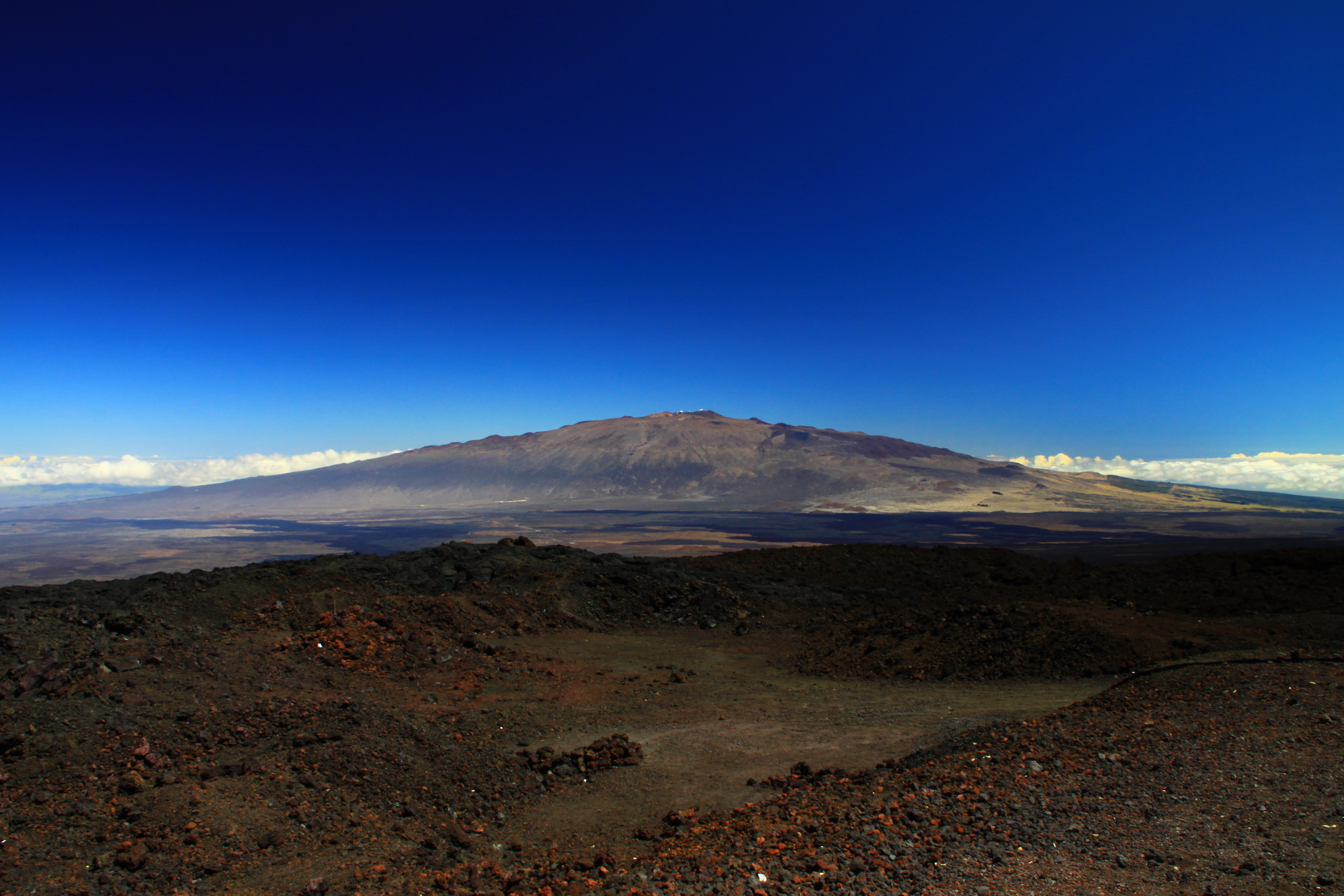
楯状火山（マウナ・ケア山）

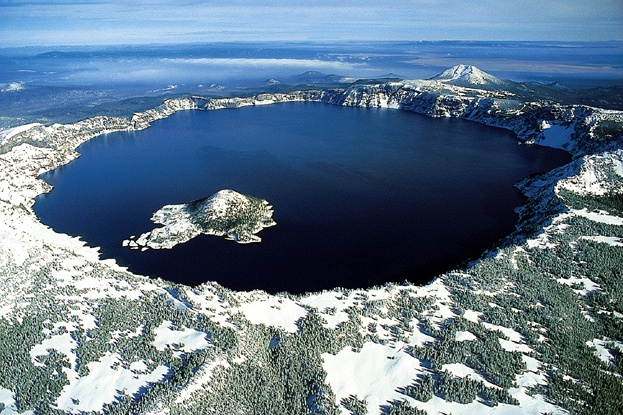
カルデラ（マザマ火山）

成層火山
主に、同一箇所の火口から噴火を繰り返して、その周囲に溶岩と火山砕屑岩が積み重なった、円錐形に近い形の火山体。日本の火山の多くは成層火山である。マグマの粘り気は中くらいである。火山の噴火タイプとしては、ストロンボリ式噴火やブルカノ式噴火をする火山がこうした火山になりやすい。
例 - 富士山、岩手山、開聞岳、伊豆大島、羊蹄山、スーフリエール・ヒルズ（モントセラト）
楯状火山
流動性の高い玄武岩質の溶岩が積み重なった、傾斜のゆるい火山体。そのため、通常は面積が広い。日本でこれまで「アスピーテ」とされてきた火山は、成層火山が侵食によって平坦になったり、もともと平坦であった場所に小規模な溶岩流が重なったりしたものであり、楯状火山ではない。また、伊豆大島や三宅島は、玄武岩を主に噴出する火山だが、火砕物の量が多く、楯状火山ではなく成層火山である。火山の噴火タイプとしては、ハワイ式噴火やストロンボリ式噴火をする火山がこうした火山になりやすい。
例 - マウナ・ロア山、キラウエア火山、スキャルドブレイダー山（アイスランド）
溶岩台地
大規模な溶岩流が多数積み重なって、広大な台地となっているもの。通常は、玄武岩質の溶岩からなる。火山の噴火タイプとしては、ハワイ式噴火をする火山がこうした火山になりやすい。
例 - デカン高原、コロンビア台地
火砕流台地
大規模な火砕流によって運ばれた、大量の火山灰・軽石・礫などが厚く堆積して、上面が平坦な台地となったもの。
例 - シラス台地、関東ローム層
カルデラ
火山活動によって形成された大規模な凹地。通常、直径が1.6kmから2km以上のものを指す。通常、中央部にカルデラ形成後に形成された小火山である中央火口丘が一つまたは複数存在し、その周辺にはカルデラ床と呼ばれる平坦な地形が広がる。カルデラ床に水が溜まったものはカルデラ湖と呼ばれる。カルデラの外側は、外輪山と呼ばれる山が円形に取り囲んでいる。外輪山の内側はカルデラ壁と呼ばれ、急峻な崖となっていることが多い。大規模爆発によって形成されるカルデラの場合は、クラカトア式噴火をする火山がこうした火山になりやすい。
例 - 阿蘇山、箱根山、十和田湖、屈斜路湖、摩周湖、洞爺湖、鹿児島湾北部

#### 単成火山

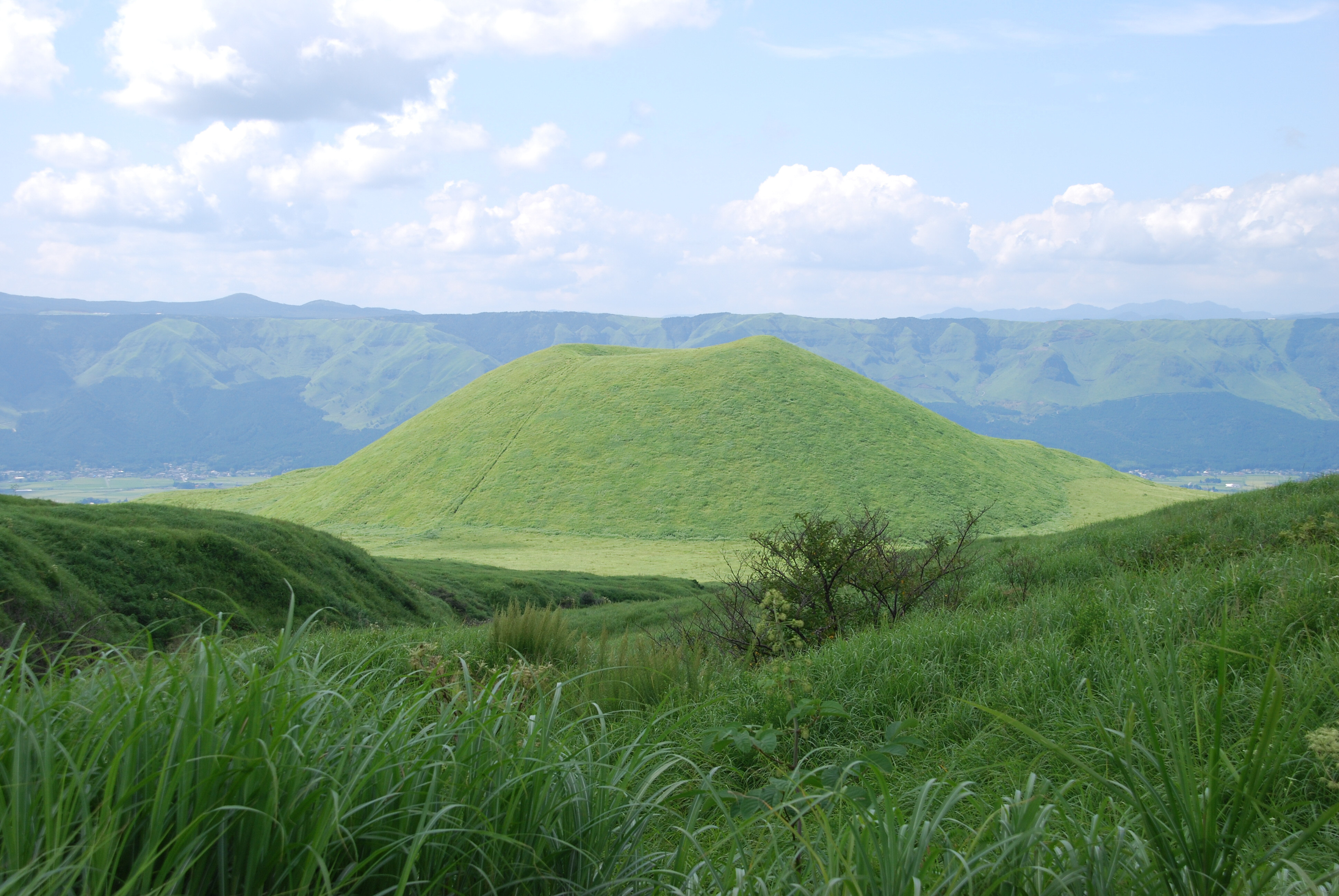
火山砕屑丘（阿蘇山）

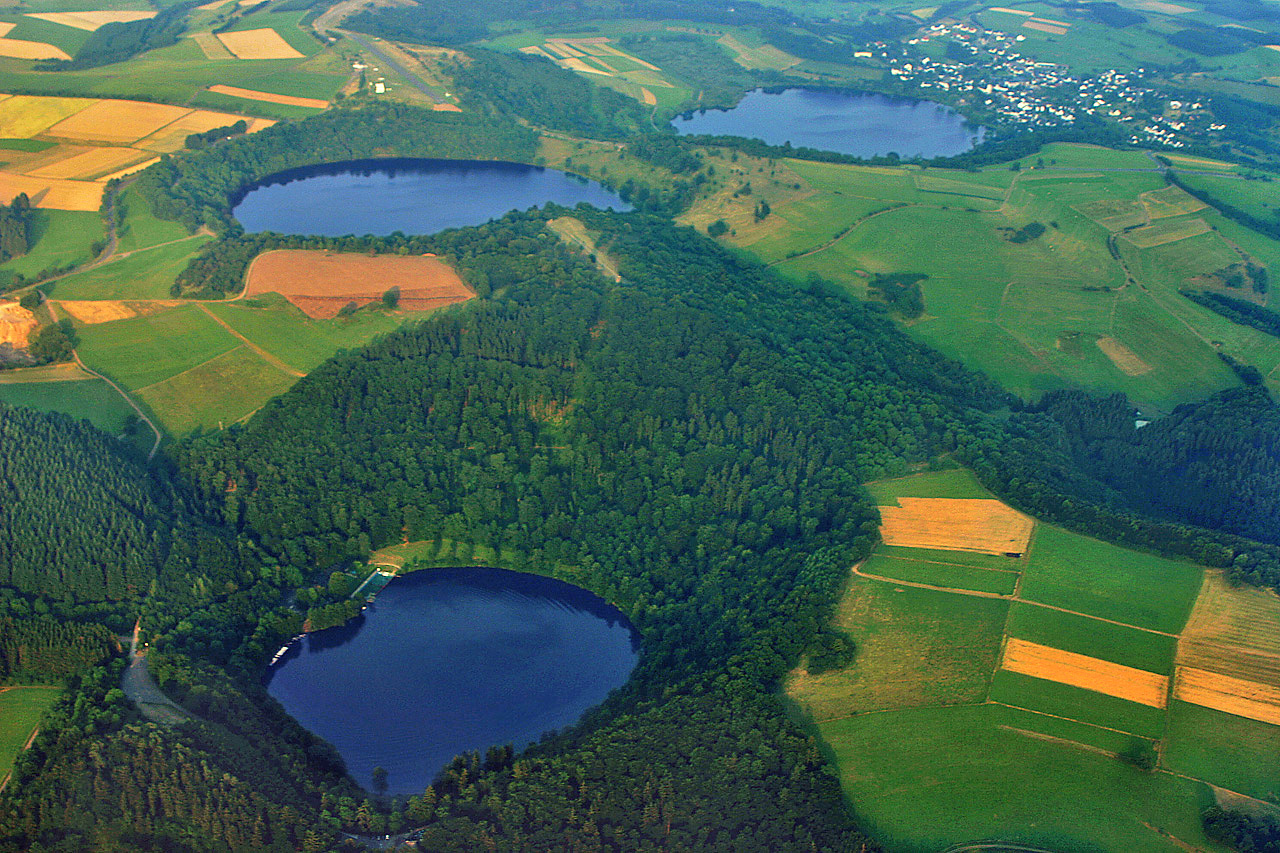
マール（ドイツ）

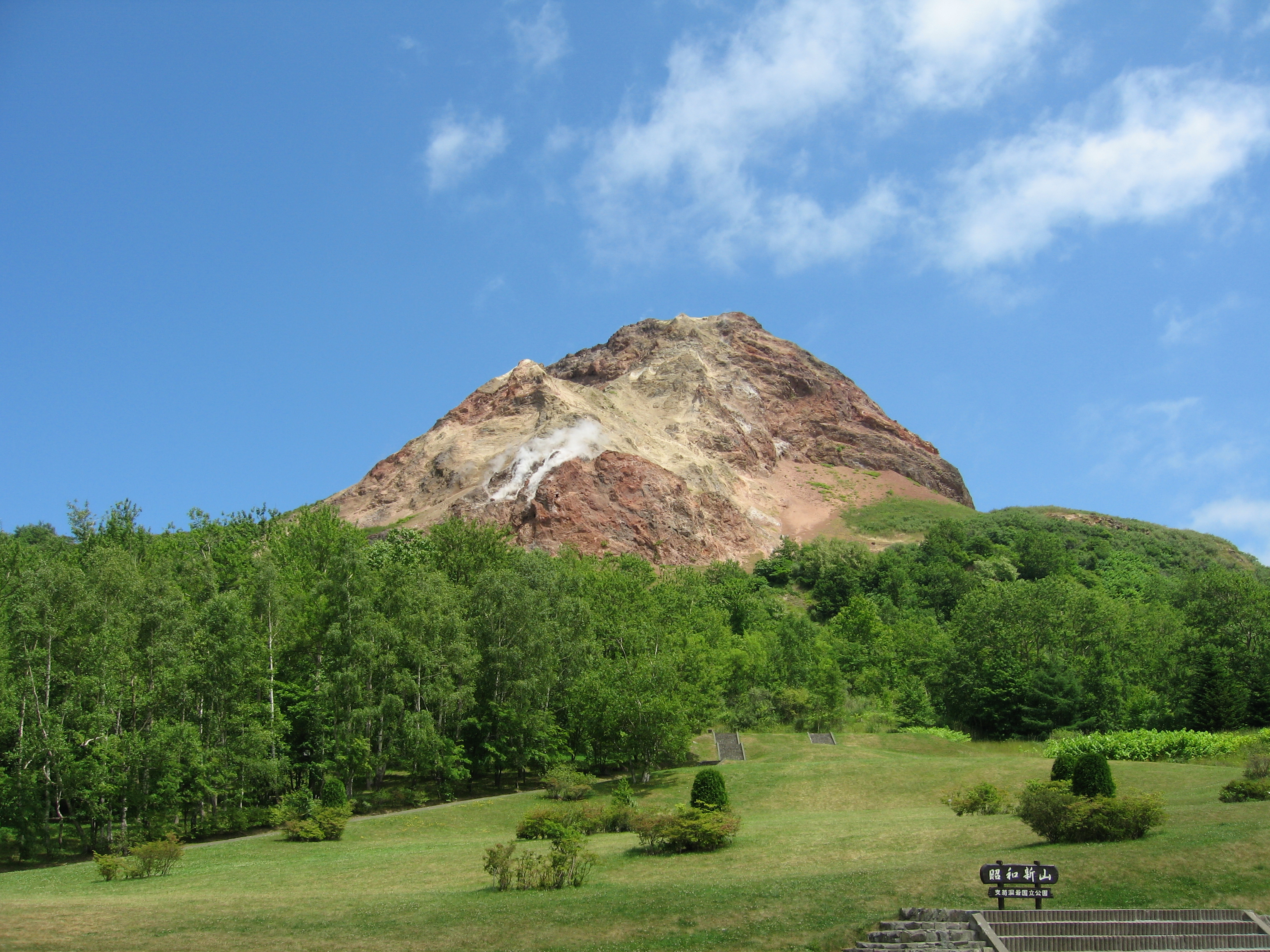
溶岩ドーム（昭和新山）

1回だけの噴火で形成されたもの。複成火山の一部である場合も多い。また、単成火山が多数集まっていて、全体が一連のマグマ活動と考えられる場合、単成火山群として複成火山扱いとすることがある（伊豆東部火山群、阿武火山群、小値賀火山島群、ル・ピュイ＝アン＝ヴレの小火山群 (フランス) など）。
爆裂火口
爆発的な噴火によって火口（穴）だけができ、噴出物はほとんど積もっていないもの。
マール
水が大量にある場所でマグマ水蒸気爆発が起こり、円形の火口となったもので、水が溜まっていることが多い。噴出物は、火口の周囲にわずかに積もっている程度で、主にベースサージ堆積物である。
例 - 目潟、波浮港、米丸
火山砕屑丘（火砕丘）
火口の周囲に火山砕屑物が積もって、円錐形に近い形の小さい山（丘）になったもの。主な構成物質によってさらに細分し、火山灰丘・軽石丘・スコリア丘という。
例 - 大室山、米塚、ダイヤモンドヘッド
溶岩ドーム（溶岩円頂丘）
マグマの粘性が高く（流動性が小さく）、かつガスが少ないために、爆発的な噴火を起こさず、火口から塊となって押し出されたもの。形は多様であるが、高さには限界があり、噴出量が多い時は平坦になる傾向がある。溶岩ドームをさらに細分して、上面が平坦になったものを溶岩平頂丘、火道内で固化したまま押し出されてきたものを火山岩尖、また、地表を隆起させたが溶岩自体は噴出しないで終わった（溶岩ドームになりそこなった）ものを潜在ドーム（潜在円頂丘）という。
例 - 昭和新山、アトサヌプリ、茶臼岳、妙高山、平成新山、雲仙岳、金峰山 (熊本県)

#### 側火山
複成火山の主火口から離れたところにできる小火山を、側火山または寄生火山と呼ぶ。その名の通り、大火山の側にできる別の火口である。多くは一度の噴火で形成される単成火山である。
例 - 昭和新山（有珠山の側火山）、宝永山（富士山の側火山）

#### 旧分類
1911年、ドイツのカール・シュナイダーは、火山地形を下記のように分類した。この分類は、成因をまったく考慮せずに、現在の地形だけで定義したものでしかなかったため、海外では過去も含めてほとんど使われなかったが、日本では、特に地理分野で広く使われた。が、火山の研究が進むにつれて、形成過程がまったく違うのに、侵食などによって同じような地形になってしまう例（たとえば、成層火山であるのに侵食で平坦になった偽アスピーテ）が次々発見され、シュナイダーの分類では不都合であることが明らかとなった。このことは、1950年代にはすでに認識され、マールを除き、日本の火山学、地質学においては、1970年ごろからほとんど使用されないようになり、多くの火山研究者はシュナイダーの分類用語を使わないことを推奨している。ただし、地理の分野では、現在でも使用例があり、観光地の看板などにこれらの名称が残っている場合があるので、完全に、死語となっているわけではない。
シュナイダーの分類は以下の通りである。なお、現在の分類にて該当する名称も併記する。
- トロイデ（鐘状火山、しょうじょうかざん）→溶岩円頂丘
- コニーデ（成層火山、せいそうかざん）
- アスピーテ（楯状火山、たてじょうかざん）
- ホマーテ（臼状火山、きゅうじょうかざん）→火砕丘
- ベロニーテ（火山岩尖、かざんがんせん）→溶岩円頂丘
- マール
- カルデラ
- ペジオニーテ（溶岩台地、ようがんだいち）
- ラピリ台地（火砕岩台地、かさいがんだいち）→火砕流台地

### 活動度による分類
かつては活発に活動中である活火山、噴火活動の記録はあるがその時点において噴火活動が起きていない休火山、有史以来噴火活動の記録のない死火山に分類されてきた。しかし、休火山や死火山が突如として噴火する事態が多発し、実状に合わないとして段階的に見直しがされた。現在では「活火山」と「それ以外の火山」に分けられている。日本の火山噴火予知連絡会・気象庁による定義によれば、活火山は「概ね過去1万年以内に噴火した火山及び現在活発な噴気活動のある火山」とされている。また、活火山内においても活動の頻度には大きな差があるため、火山噴火予知連絡会は活火山をその噴火頻度によってABCの3つのランクに分けて分類している。

## 火山のできる場所

火山の分布

ホットスポットの分布

火山は地球上のどこにでもできるわけではない。火山ができる場所は大きく分けて3種類ある。
プレート発散型境界（リフトバレー、海嶺）
プレートテクトニクスによれば、地球上で最も火山活動が活発なのは、熱いマントルが上昇してきて、地殻が新たに生成される場所、すなわち発散型境界である。発散型境界はふつう、長く続く谷地形となっているので、リフトバレーとも呼ぶ。リフトバレーの多くは海底にあり、海嶺とよばれる。海嶺では、地下から新しい玄武岩質マグマが次々に供給されて、海底で固まり、海洋地殻となって海嶺の両側に移動していく。世界で唯一、アイスランドが海嶺を地上で観察できる場所で、アイスランド島は中央部の地溝から東西に拡大しつつあり、活発な火山活動が起きている。また、陸上のリフトバレーの代表的なものがグレート・リフト・バレー（東アフリカ大地溝帯）であり、同様に活発な火山活動を伴って東西に拡大しつつあるが、ここはプレート境界ではなく、ホット・プルームによってアフリカプレートが引き裂かれつつある部分と考えられている。
プレート収束型境界（海溝）
プレートテクトニクスによれば、発散型境界で生成したプレートは、収束型境界で他のプレートとぶつかり、マントルまで沈み込んで消滅したり、プレート同士が重なり合ったりする。火山が発生するのは主に前者で、海洋プレートが他のプレートの下に沈み込む海溝に沿って分布する。海溝で沈み込んでいる海洋プレート表面の岩石には、多量の水が含まれている。水分を含んだ岩石は、融解温度が低下するので、沈み込みにより地下深部に達すると、通常よりも低い温度で融けはじめ、マグマが発生すると考えられている。マグマの発生条件は、水分のほか主に温度と圧力に依存し、温度と圧力はほぼ深さによって決まる。従って、マグマが発生するのは、海溝から沈み込んだプレートがある一定の深さに到達した場所であり、それより海溝に近い（沈み込んだプレートが浅い）場所ではマグマは発生しない。マグマは発生した場所から浮力によってほぼ真上に上昇し火山を形成するので、必然的に、火山は海溝から一定の距離だけ離れた位置に、海溝に平行に分布することになる。この火山列を、これより前（海溝側）には火山がないという意味で火山フロント又は火山前線という。また、これよりも海溝から離れた位置にも火山が点在することが多いが、このような場所では、沈み込んだプレートがさらに深い場所に達し、別の成分が融解するなどして、散発的にマグマが発生すると考えられている。沈み込み帯では、沈み込んだプレートが融解する時に、すでに海底堆積物が混入していたり、マグマが上昇する途中で地殻の岩石が混入したりするため、火山から噴出するのは、安山岩質から流紋岩質のマグマであることが多い。日本やカムチャツカ半島をはじめとする太平洋周辺や、地中海の火山はこのタイプである。
ホットスポット
地表の特定箇所に、継続的に大量のマグマが供給される場所があり、これをホットスポットという。ホットスポットの位置は、プレートの動きとは無関係に一定しており、プレートよりも下のマントルから上昇してくるホットプリュームが成因であると考えられている。ハワイ火山列島がこのタイプで、固定したホットスポットで噴火が起こり火山島ができる一方で、太平洋プレートが北西に動くため、古い火山島が北西にずれていくとともに、南東側に新しい火山島ができ、結果として北西ほど古く南東ほど新しい火山列島となっている。他に、イエローストーン、ガラパゴス諸島がホットスポットとして知られており、また、アイスランドは大西洋中央海嶺とホットスポットが重なっているため、火山活動が特に活発であると考えられている。
これら3種類以外に、過去にスーパープルームと呼ばれる、核付近からの大規模なマントル上昇による大噴火もあったと考えられている。また、21世紀初頭には、プチスポットと呼ばれる、上記3タイプに該当しない新たな海底火山が発見されている。

## 火山島
海底火山が噴火を繰り返し頂上部分が水面から上に出た場合、その部分は島となる。火山島である。小規模な火山島は噴火を繰り返す火口部分のみが海面上に出ており居住は不可能であるが、大規模な火山島の場合、火口から離れた海岸部分を中心に人が居住することが多い。火山島は養分に恵まれた肥沃な土質をしており、標高が高いため雨も降りやすく、ポリネシア人の入植した島々においては火山島の方がサンゴ礁島に比べタロイモなどの農耕がおこないやすく豊かな文明を築くことが多かった。ただし、火山島は海底火山の火口部分が海面上に出たものに過ぎず、いったん噴火が起きた際には逃げ場が存在しないため、被害が拡大する傾向がある。
また、海底火山が噴火して新たに島を作ったり面積を大幅に広げることは、珍しいことではない。近年においては、1973年と2013年に小笠原諸島の西之島近傍において海底火山が噴火して新島ができ、西之島とつながった「西之島新島」などが知られる。ただし、こうした島の多くは火山活動が収まると付近の潮流に削られて面積を縮小させ、再び海中に没することも多い。イタリアのシチリア島の沖合に存在する海底火山は1831年に噴火し、フェルディナンデアと呼ばれる島を形成した。この島は地中海の交通の要衝にあったためにイギリス、フランス、スペイン、両シチリア王国の4か国が領有権を主張する事態となったが、島はその年のうちに波に削られ再び海中に没した。

## 噴火と火山災害
地下のマグマが火道を通って噴出することを噴火と呼ぶ。噴火はマグマの組成によって変化し、粘性の低い玄武岩が主体となっているマグマの場合は火口から溶岩流が流れ出すのに対し、粘性の高い流紋岩が主体となっている場合は大規模な爆発を起こすことが多く、爆発しない場合は溶岩ドームを形成する。粘性が玄武岩と流紋岩の中間程度である安山岩を主体としている場合は噴火タイプも両者の中間であり、溶岩流が流れ出すこともあれば爆発を起こしたり溶岩ドームを形成することもある。
いったん噴火が起きると、火口からはさまざまな火山噴出物が噴出する。マグマがそのまま液体として流れ出したものが溶岩であり、冷え固まって固体となると火山灰、火山弾、軽石、スコリアなどの火山砕屑物となり、また火山ガスなどの気体も噴出する。これらの噴出物は非常に高温であり、いったん噴火すると周囲の土地に多大な被害をもたらす。溶岩流は流速が遅く人が直接飲み込まれることはそれほど多くないが、周囲の土地を飲み込んだ場合そのまま固化して岩石となるため、農地や住宅地が呑み込まれた場合使用不能となる。火山ガスは高温の上二酸化炭素、二酸化硫黄、硫化水素などの有毒な気体が多く含まれ、また酸素が少ないため、有毒成分の吸入や酸欠によって人間が死亡することも珍しくない。火山ガスは密度が高いため特にくぼ地にたまりやすく、風向きや火山活動の活発さによっては特に大噴火となっていなくともガスにまかれて死亡することがまれにある。
火山砕屑物が火山ガスや水蒸気などの気体とともに流れ下る火砕流は高温の上非常に速度が速く、発生した場合多数の人々が死亡することが多い。火砕流による大災害の例としては、79年に起きてポンペイの街を飲み込んだヴェスヴィオ火山の噴火や、1902年に西インド諸島のフランス領マルティニーク島にあるプレー山で発生し、島の首都であるサンピエール市を飲み込んで28000～30000人の死者を出したものなどがある。噴火により積もった灰が雨などと一緒に一気に流れる火山泥流も同様に直接的な被害が大きく、非常に危険である。
こうした直接の噴出物のほか、噴火によって火山の山体そのものが損傷し、衝撃によって崩壊することがある。山体崩壊と呼ばれるこの大規模な山崩れが起こった場合、多数の人命が失われることが多い。さらにこの山体崩壊が海の近くで起こった場合には大量の土砂がそのまま津波を起こし、対岸にも巨大な被害を与える。この山体崩壊による津波としては、1792年の雲仙岳の噴火によって眉山が山体崩壊を起こし、対岸の肥後を大津波が襲った島原大変肥後迷惑などが知られている。また、周囲に大量に降り積もった火山灰は安定しておらず、降雨があった場合土石流を起こして流れ下り、やはり多大な被害をもたらす。
また、大気中に放出された火山灰は飛行機の運行に対して重大な影響をもたらす。噴煙や火山灰は飛行機の視界を遮るほか、火山灰が機体に当たれば損傷を起こすし、なによりエンジンに火山灰が吸いこまれた場合、最悪の場合にはエンジンが停止してしまう場合もある。こうしたことから大規模な火山噴火が起きた場合、火山周辺のみならず周囲の広い範囲にわたって飛行が禁止となり、交通や経済に重大な損害をもたらす。2010年にアイスランドのエイヤフィヤトラヨークトルで起こった噴火においては、アイスランドのみならずヨーロッパ大陸の広い範囲において飛行が禁止され、数十万人の足に影響が出た（2010年のエイヤフィヤトラヨークトルの噴火による交通麻痺）。
海底火山の噴火の際は通常被害がもたらされることはないが、噴火の際に火口の直上を船舶が航行していた場合、噴火によって船舶が吹き飛ばされ遭難することがまれにある。こうした事故の例としては、1952年の明神礁の噴火の際に海上保安庁の測量船「第五海洋丸」が巻き込まれ、職員31名が殉職した事故などがある（第五海洋丸の遭難）。
火山活動が人口集中地域の近くで起き活動が沈静化しない場合、その土地の住民は移住を余儀なくされる。近年では1994年にパプアニューギニアの主要港のひとつだった東ニューブリテン州都のラバウルにおいて近傍のタブルブル山とブルカン火山が同時噴火し、5m以上の降灰によって町が埋め尽くされ、州都が20km離れたココポの街に移転された例や、1997年に西インド諸島にあるイギリス領モントセラトのスーフリエール・ヒルズにおいて大噴火が発生し、首都プリマスを含む同島の南半分が立ち入り禁止区域となって、首都を北部の小村であるブレイズへと移転せざるを得なくなった例などがある。
こうした一般的な噴火被害のほか、破局噴火と呼ばれる非常に大規模な噴火の場合、火山灰が大気圏に広がって太陽光を遮り、火山の冬と呼ばれる低温期を数年にわたってもたらすことがある。約74000年前に起きたインドネシア・トバ火山の大噴火は気温を急降下させ黎明期の人類に大きな影響を与えたとする、いわゆるトバ・カタストロフ理論が存在するほか、1815年のタンボラ山噴火や1991年のフィリピン・ピナトゥボ山噴火においては地球の気温低下が起きたことが確認されている。

## 火山の恩恵

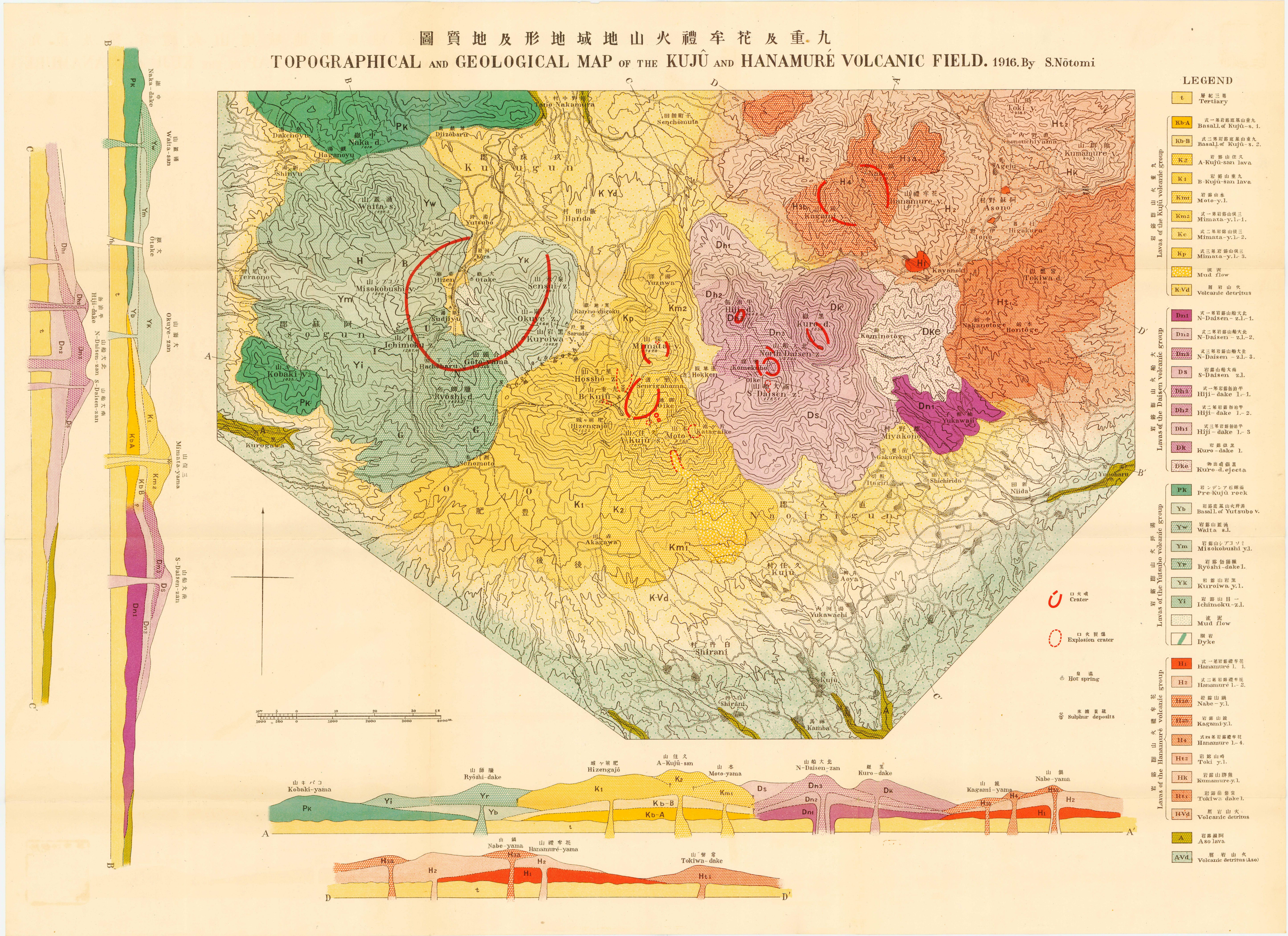
鉱山地域の地形・地質図。

火山は被害をもたらすばかりではなく、人類の生活に密接につながり、さまざまな恩恵を与えている。火山はカルデラ湖や火山活動により形成された美しい山容、変化にとんだ地形、噴煙を上げる火山活動そのものなどを目的とした観光客が多く訪れ、その地域の観光の目玉となっていることがある。日本のシンボルともされる富士山も火山であり、噴火を繰り返したことによる成層火山特有の秀麗な山容から大観光地となっており、登山客も多く訪れる。このほか、雲仙岳や阿蘇山なども活発な火山であると同時に大観光地ともなっている。草津白根山のように火山ガスの成分が溶け込んだ美しい火口湖を持ち、観光名所となっているところもある（ただし、2014年以降、噴火警戒レベル上昇によって草津白根山湯釜火口の観光はできなくなっている）。
観光地としての火山は風景そのもののほか、地下のマグマによって熱せられた温泉が周囲に多く湧出するため、より価値の高いものとなっている。草津温泉や別府温泉をはじめ、火山性の温泉は日本にも世界各地にも存在する。中でも日本は火山が多いためそれにつれて温泉も多くなり、世界有数の温泉数を誇る。また、火山は透水性が高いため、山麓は多量の湧水に恵まれ、市民の生活や工業用水などに使用される。
火山はエネルギー源としても利用可能である。火山周辺の高い地熱を生かし、地下の熱水によってタービンを回し発電することを地熱発電と呼び、新エネルギーの重要な一角を占めている。日本においては地熱発電は国定公園などの規制や温泉地の反発、発電自体の非効率性などによって総発電量に占める割合は非常に低く、世界でもそれほど利用率は高くないが、顕著な例外がアイスランドである。アイスランドの総発電量の54.9%（2005年）が地熱発電によってまかなわれており、これは世界でも際立って高い。さらに発電以外にも、アイスランドの地熱利用の半分以上を占める暖房利用のほか、魚の養殖、温水プール用など、アイスランドの地熱利用は多彩なものである。アイスランドの地熱利用がさかんなのは、国土自体が海嶺の陸上部分にあり火山が非常に多いこと、人口が少なく、人口に比して火山のエネルギー量がきわめて豊富であることがあげられる。
火山の火口付近にはしばしば硫黄が露出しており、20世紀半ばに石油精製の際の脱硫によって大量に硫黄が供給されるようになるまでは盛んに採掘が行われていた。また火山のマグマには有用な鉱物も多く含まれており、何らかの理由で集積を起こすことで鉱床となることがある。火山性の鉱床としては、熱水鉱床や海底熱水鉱床、噴気鉱床などがある。

## 火山の研究と防災
火山を研究する学問を総称して火山学と呼ぶ。火山はその特異な現象と噴火した際の大きな被害などから古くから注目されており、さまざまな記録が残されている。1943年に北海道で昭和新山が生まれた際には、三松正夫がその隆起していく過程を「新山隆起図」という一枚の図にまとめた。これはミマツダイヤグラムと呼ばれ、活火山の山体形成過程の詳細な記録として非常に貴重なものである。
火山学において非常に期待されている分野に、噴火予知がある。これは火山性地震の発生、火山性微動の増加や火口付近の隆起、地下水の温度の上昇や、火山ガスの化学組成の変化などさまざまな証拠を元に、ある程度の噴火の予測を立てることである。地下の圧力が高まっていれば上記のような変動が起き、それが増加していれば地下の活動が活発化していると考えられるためある程度の予測は可能であるが、あくまで予測であり、完全な予知はもとより不可能である。また、火山の噴火タイプはその山ごとによって違い、さらには同じ山ですら前回と全く同じ活動をするとは限らないため、さらに予測は困難となる。上記のような変動が起きていてもその後収束に向かうこともあれば、ほぼ直前までわずかな変動しかなかったものが突然噴火することさえある。このため、特殊な例を除いては噴火予知はほぼ不可能と考えられている。
噴火予知に成功した例としては、2000年の有珠山噴火が挙げられる。有珠山は20年から30年周期で定期的に噴火を繰り返しており、また前兆が必ず現れることから予測しやすかったことが成功へとつながった。一方、2014年の御嶽山噴火においては火山性地震は一時増加傾向にあったものの沈静化した上、山体膨張や火山性微動が観測されなかったため噴火警戒レベルを上昇させることはなく、結果として多くの犠牲者を出すこととなった。
日本においては各火山の活動状況に応じて必要な防災対応や警戒範囲を示すものとして2007年12月より気象庁が噴火警戒レベルを発表しており、噴火による重大な災害が起こる恐れがある場合には噴火警報が発表される。また、2014年の御嶽山噴火の反省を踏まえ、それまでも出されていた火山の状況に関する解説情報を一般登山者向けにも伝えるホームページを気象庁が開設したほか、臨時情報を「臨時」として強調するなどの改善を行った。また、日本国内の多くの火山においては噴火時を想定したハザードマップが作成され公開されている。

## 地球外の火山

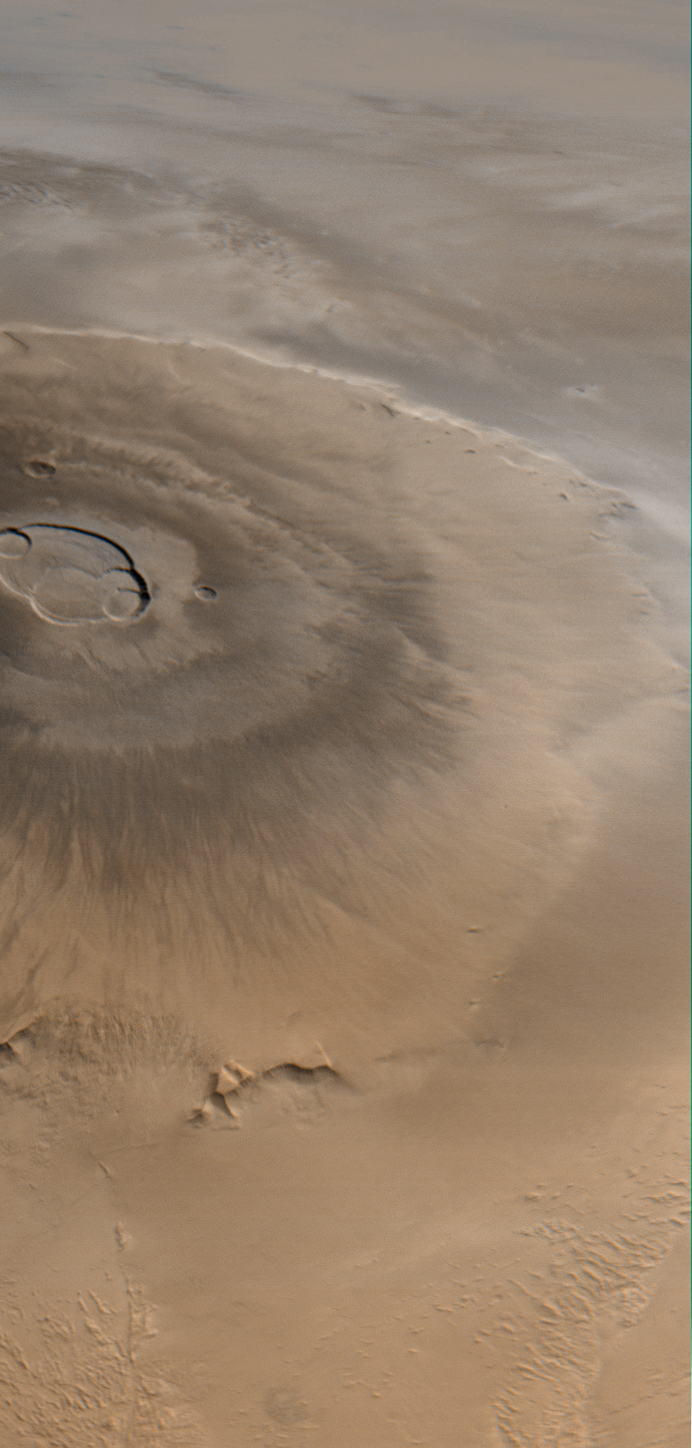
火星のオリンポス山

火山の噴火が確認されている天体は、地球、木星の衛星イオ、土星の衛星エンケラドゥス、海王星の衛星トリトンである。
金星、火星、タイタンにも、噴火は確認されていないが、火山が存在する。火星の最も新しい噴火としては、240万年前にオリンポス山が噴火した痕跡が発見されている。地球の基準に照らせば死火山となるが、火星の火山は長い休止時期を挟んで間歇的に活動するとの説もあり、実際のところ死火山か活火山かは不明である。なお、オリンポス山の標高は約27kmにのぼり、太陽系最高峰でもある。これほど標高が高くなったのは、火星にはプレートテクトニクスが存在しないため、ホットスポットから火山が移動せず、噴出した溶岩が同じ場所に堆積し続けたためである。同じ理由で、火星にはアルシア山（標高19km）やアスクレウス山（標高18km）、パボニス山（標高14km）といった巨大火山が点在する。金星の火山の活動状況は不明な点が多いが、数億年前に大規模な地質活動は終わったと見られている。
月には、海と呼ばれる広大な玄武岩平原が存在し、地質時代（最も新しいモスクワの海東領域で25億年前）には、活発な火山活動が見られた。ただし、火山と言えるような地形はない。
太陽系中で現在も地球と同系統の火山活動が活発に起こっている場所はイオである。イオの地表には400個以上の火口が点在し、2007年にはニューホライズンズ探査機が、高さ300kmにものぼる巨大な噴火を確認した。イオの火山活動は衛星全体に点在するため、星全体が火山から噴出した硫黄化合物によっておおわれており、そのため星自体が硫黄化合物の色である赤と黄色に見える。
岩石天体の火山噴出物は、地球と同様のケイ酸塩化合物だが、氷天体の火山噴出物はまったく異なる。タイタンやエンケラドゥスの火山は水、トリトンの火山は窒素を主に噴出する。それぞれの天体の常温では固体であり、地殻の構成物質である。そのような氷天体に見られる火山は、氷のマグマのようなものを噴出していることから氷の火山と呼ばれる。